# 馬拉卡爾島

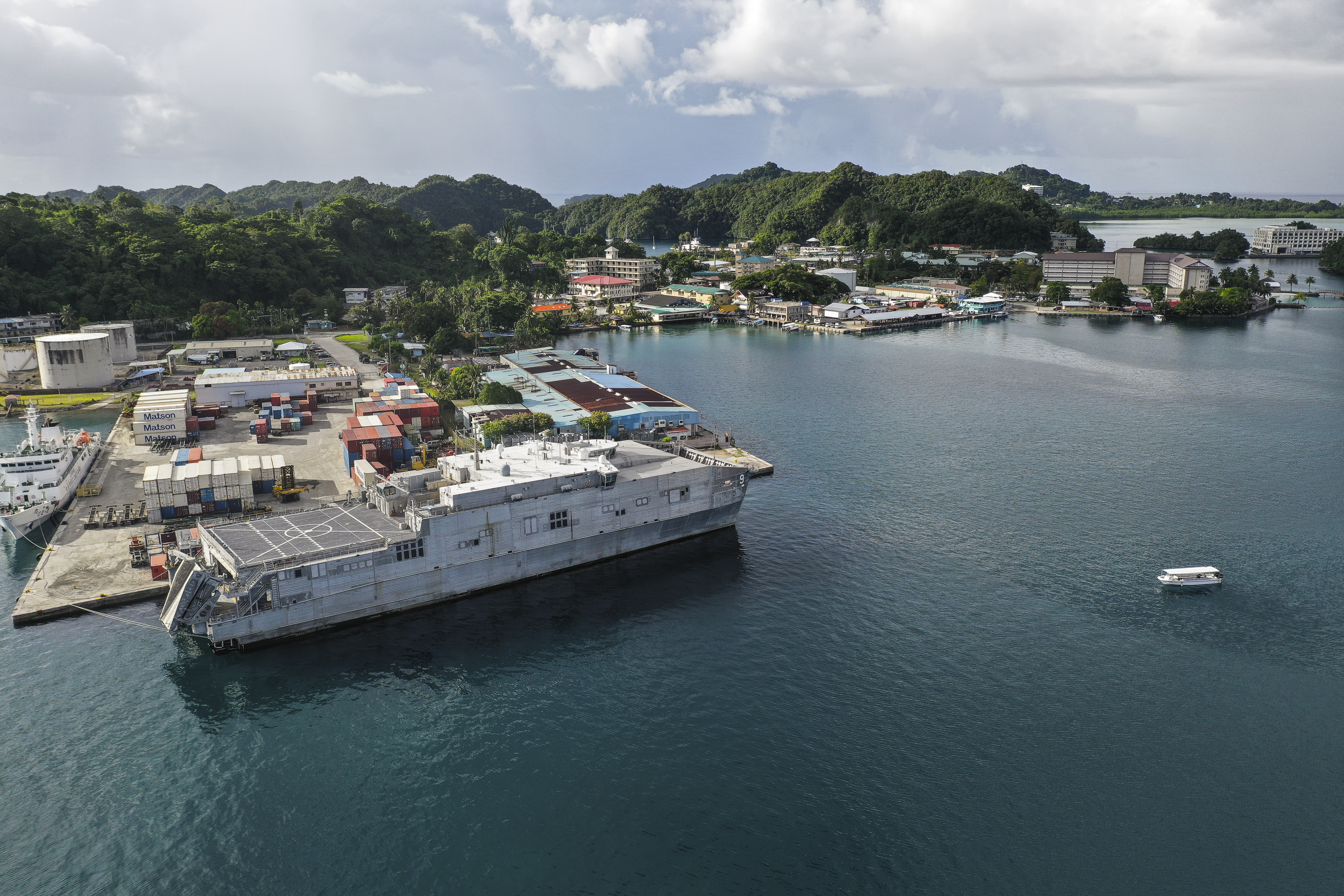
柯羅港

馬拉卡爾島是太平洋島國帛琉科羅爾州的島嶼，長1.4公里、寬0.9公里，面積1.1平方公里，最高點海拔高度124米，柯羅港位於該島。
7°19′57″N 134°27′11″E / 7.33250°N 134.45306°E